# Mellitidia simplicinotum
Mellitidia simplicinotum là một loài Hymenoptera trong họ Halictidae. Loài này được Michener mô tả khoa học năm 1965.